# Pavilhão da Maria Fumaça
O pavilhão da Maria Fumaça é uma atração turística localizada na cidade brasileira do Guarujá que abriga a locomotiva a vapor que conduzia turistas de uma estação no estuário do Itapema Itapema que seguia até a frente do Grande Hotel, na praia das Pitangueiras. No final da década de 1910 o ramal no qual a referida locomotiva a vapor - a "Maria Fumaça - foi desativado, sendo construída uma estrada de rodagem.

## Histórico
Até o ano de 2017, o pavilhão da Maria Fumaça fazia par simétrico com o pavilhão do carro fúnebre de Santos-Dumont, mas a prefeitura do município optou por remover o carro e destruir o pavilhão.